# آنونا کاکانز
آنونا کاکانز (نام علمی: Annona cacans) نام یک گونه از تیره آنوناسه است.